# Partido Aragonés

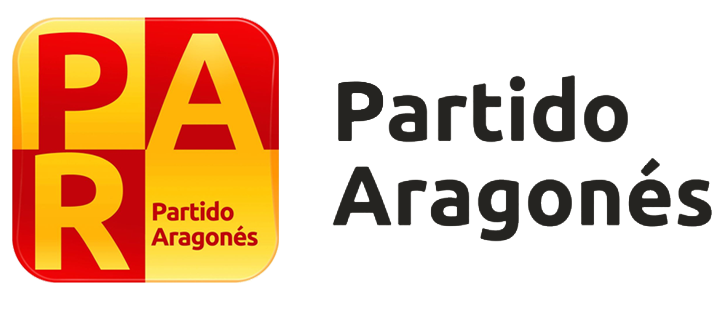
Logo der Partido Aragonés

Die Partido Aragonés, kurz PAR, ist eine Regionalpartei in der spanischen Autonomen Gemeinschaft Aragonien.

## Geschichte und Wahlen
Die PAR ging 1978 aus der Candidatura Aragonesa Independiente de Centro (CAIC) hervor. Diese war wenige Monate zuvor zur Teilnahme an den ersten freien Wahlen zu den Cortes Generales als Abspaltung von der gesamtspanischen UCD gegründet worden.
Die PAR wurde mit dem Namen Partido Aragonés Regionalista gegründet und benannte sich 1990 in Partido Aragonés um.
Sie ist ununterbrochen seit der ersten Legislatur (Wahl 1983) im Regionalparlament, den Cortes de Aragón, vertreten.
| Legislatur | Stimmen | %     | Sitze |
| ---------- | ------- | ----- | ----- |
| 1983–1987  | 124.018 | 20,23 | 13    |
| 1987–1991  | 179.922 | 27,80 | 19    |
| 1991–1995  | 151.420 | 24,51 | 17    |
| 1995–1999  | 143.573 | 20,31 | 14    |
| 1999–2003  | 86.519  | 13,16 | 10    |
| 2003–2007  | 79.670  | 11,10 | 8     |
| 2007–2011  | 80.862  | 12,12 | 9     |
| 2011–2015  | 62.148  | 9,15  | 7     |
| 2015-      | 45.846  | 6,86  | 6     |

In der Regionalregierung von Aragonien war die PAR 1987–1993 und 1995–1999 in einer Koalition mit der konservativen PP und 1999–2011 in einer Koalition mit der sozialdemokratischen PSOE vertreten, wobei sie von 1987 bis 1993 den Ministerpräsidenten der Region stellte.
Auf gesamtspanischer Ebene war die PAR von 1979 bis 1996 im Abgeordnetenhaus der Cortes Generales vertreten, wobei sie jeweils nur in den drei aragonesischen Wahlkreisen (Provinzen) zur Wahl antrat. 1982 war sie Teil eines Wahlbündnisses mit der konservativen AP und der christdemokratischen PDP und 1996 eines Wahlbündnisses mit der konservativen PP.
| Legislatur | Stimmen                          | % (in Aragonien)                 | Sitze | Anmerkung |
| ---------- | -------------------------------- | -------------------------------- | ----- | --- |
| 1977–1979  | 37.183                           | 5,70                             | 1     | Candidatura Aragonesa Independiente de Centro |
| 1979–1982  | 38.042                           | 6,07                             | 1     | |
| 1982–1986  | gemeinsame Listen mit AP und PDP | gemeinsame Listen mit AP und PDP | 2     | auf die Listen entfielen 30,8 % der Stimmen und fünf Abgeordnetenmandate in Aragonien, zwei davon für Kandidaten der PAR |
| 1986–1989  | 73.004                           | 11,02                            | 1     | |
| 1989–1993  | 71.733                           | 10,88                            | 1     | |
| 1993–1996  | 144.544                          | 19,00                            | 1     | |
| 1996–2000  | gemeinsame Listen mit PP         | gemeinsame Listen mit PP         | 1     | auf die Listen entfielen 47,9 % der Stimmen und acht Abgeordnetenmandate in Aragonien, eines davon für Kandidaten der PAR |
| 2000–2004  | 38.883                           | 5,38                             | 0     | |
| 2004–2008  | 36.540                           | 4,68                             | 0     | |
| 2008–2011  | 40.054                           | 5,22                             | 0     | |
| 2011-      | gemeinsame Listen mit PP         | gemeinsame Listen mit PP         | 0     | auf die Listen entfielen 47,7 % der Stimmen und acht Abgeordnetenmandate in Aragonien, keines davon für Kandidaten der PAR; in den Senat wurden über die gemeinsamen Listen neun Senatoren gewählt, drei davon aus den Reihen der PAR |

## Programmatik
Die PAR versteht sich als Verteidiger aragonesischer Interessen und verlangt das im Rahmen der spanischen Verfassung höchstmögliche Maß an Autonomie für die Region. So lehnt sie die im Nationalen Wasserplan vorgesehenen Abzweigungen (trasvases) von Wasser des Ebro in andere Regionen ab. Sie ordnet sich als Partei der politischen Mitte ein.